# Fundación Manuel Rivera-Ortiz para la Fotografía y el Cortometraje Documental
La Fundación Manuel Rivera-Ortiz para la Fotografía y el Cortometraje Documental (The Manuel Rivera-Ortiz Foundation for Documentary Photography & Film) es una organización sin fines de lucro con sede en Rochester, Nueva York. La Fundación fue establecida en el 2009 por el fotógrafo documental Manuel Rivera-Ortiz con cuya misión de apoyar fotógrafos usualmente bajo representados en el mundo fotográfico. Esta misión en particular se lleva a cabo en esos países menos desarrollados y de bajo ingreso en cuatro áreas de programas específicos: publicaciones de libros, exposiciones itinerantes, premios y becas, y programas educativos.

## Exposiciones
- 2013 Encuentros de Arlés, Arlés, Francia.[13][14]
- 2013 Ikono Gallery, Bruselas, Bélgica.[15]
- 2014 Encuentros de Arlés, Arlés, Francia.
- 2015 Encuentros de Arlés, Arlés, Francia.[16][17]